# 34-я гвардейская стрелковая дивизия
34-я гвардейская стрелковая Енакиевская Краснознамённая ордена Кутузова дивизия — воинское формирование (соединение, стрелковая дивизия) РККА в Великой Отечественной войне.
Условное наименование — войсковая часть полевая почта (в/ч пп) № 16037.
Сокращённое наименование — 34 гв. сд.
Период вхождения в действующую армию: 10 сентября 1942 года — 3 декабря 1942 года, 18 января 1944 года — 9 мая 1945 года (Считать в ДА 107-й гв. сп с 14.08.1942, 103 гв. сп и 84 гв. ап с 30.08.1942).

## История
Постановлением Государственного комитета обороны от 10 сентября 1941 года ЦК ВЛКСМ был обязан провести отбор 50 000 комсомольцев-добровольцев от 18 до 26 лет в воздушно-десантные войска к 5 октября 1941 года. Отбирались лучшие из лучших. Кроме хороших физических данных, кандидаты в десантники должны были иметь навыки парашютной и стрелковой подготовки, успешно сдать нормы ГТО и Осоавиахима. Молодое пополнение отличалось высоким боевым духом. В основном это были уроженцы северных областей 1922 и 1923 годов рождения. Пополненные ветеранами-десантниками части ВДВ проходили боевую подготовку всю зиму и весну 1942 года.
34-я гвардейская стрелковая дивизия была сформирована на базе 7-го воздушно-десантного корпуса в городе Москве 2 августа 1942 года по Постановлению Государственного комитета обороны от 29 июля 1942 года в числе десяти переформированных в гвардейские стрелковые дивизий воздушно-десантных корпусов. Они получили сразу гвардейские звания и номера с 32-го по 41-й. Директивами СВГК от 2 и 5 августа 1942 года все они были направлены на южный участок фронта. Из них 7 дивизий в район Сталинграда, одна (34-я гвардейская стрелковая дивизия) в распоряжение Сталинградского военного округа с целью заткнуть дыру, образовавшуюся между Юго-Восточным фронтом и Северной группой войск Закавказского фронта на территории Калмыцкой АССР. 14-я, 15-я и 16-я воздушно-десантные бригады корпуса стали соответственно 103-м,105-м и 107-м гвардейскими стрелковыми полками в составе 34-й гвардейской стрелковой дивизии.
Личный состав переформированных в 1942 году из воздушно-десантных корпусов гвардейских стрелковых дивизий долгое время продолжал носить форму ВДВ (ввиду перебоев со снабжением), но постепенно переоделся в общевойсковое обмундирование. Специальное десантное обмундирование из частей было изъято и отправлено на склады — до лучших времен, тем не менее многие командиры старались не сдавать его, продолжая носить куртки с меховыми воротниками вместо шинелей и унты вместо валенок. Многие сохранили и авиационные фуражки с кокардой и крылышками. Весь личный состав гвардейских стрелковых дивизий, включая офицеров, продолжал носить финки, предназначенные для использования в качестве «стропореза» для обрезки парашютных строп, хотя не имели выступов на лезвии.
34-я гвардейская стрелковая дивизия в начале августа была направлена в район Утты с задачей не допустить прорыва противника в город Астрахань и обеспечить формирование 28-й армии. Эту задачу воины-десантники выполнили успешно.
19 ноября 1942 года советские войска начали наступление по окружению и разгрому фашистских войск под Сталинградом. 34-я гвардейская стрелковая дивизия начала наступление из района западнее Астрахани.
После разгрома противника в районе Хулхута и освобождения города 22 ноября части дивизии 24 ноября вышли в район Яшкуля, обошли его с севера и ударом на юг овладели важным населённым пунктом Олинг. Дивизия своевременно не приняла мер по закреплению достигнутых рубежей, а также произошло серьёзное нарушение связи, её отсутствие привело к потере управления действиями войск, противник в 8 часов утра 26 ноября контратакой с северо-запада захватил Олинг и отрезал дивизию от остальных сил 28-й армии. О событиях 26 ноября, в условиях отсутствия связи, начальник штаба армии Самуил Рогачевский отмечал: «зачастую войска действовали самостоятельно и разрозненно, а командиры соединений и частей были лишены возможности в сложной динамке боя парировать контратаки противника. Действия пехоты и артиллерии практически не были скоординированы по времени, рубежам и объектам, пехота наступала без артподдержки, неся большие потери». В течение всего дня десантники вели тяжёлые бои в окружении. Ночью дивизия, произведя перегруппировку, прорвала кольцо окружения и вышла севернее Олинга. Однако дивизия понесла большие потери и вынуждена была перейти к обороне. Только через месяц, 28 декабря 1942 года, части дивизии смогли возобновить наступление и выбили немцев из Олинга, а в ночь под новый, 1943 год штурмовали и освободили от немецких захватчиков город Элиста.
В начале января 1943 года дивизия достигла реки Маныч и с ходу освободила населённый пункт Красный Скотовод и город Зерноград. В ожесточённом бою 4 февраля дивизия освободила станцию Казачья и открыла путь на Батайск.
В последующем 34-я гвардейская дивизия участвовала в прорыве оборонительных рубежей противника на реках Миус и Молочная, форсировала эти водные рубежи, вела ожесточённые бои по ликвидации никопольского плацдарма противника на левом берегу Днепра.
С начала августа 1943 года дивизия участвовала в Донбасской операции и форсировании Днепра. За образцовое выполнение заданий командования и проявленные личным составом мужество и героизм в боях по освобождению города Енакиево дивизия была удостоена почётного наименования Енакиевской.
После форсирования Днепра дивизия вела оборонительные бой по удержанию плацдарма восточнее Днепродзержинска. С переходом наших войск к активным действиям она участвовала в освобождении Днепропетровска.
В последующих боях на Правобережной Украине части 34-й гвардейской дивизии совместно с другими соединениями 31-го гвардейского стрелкового корпуса, преодолевая упорное сопротивление врага, форсируя разлившиеся реки, по разбухшим от грязи дорогам и полям, упорно продвигаясь вперед, прошли более 400 км и последовательно участвовали в Никопольско-Криворожской, Березнеговато-Снигиревской и Одесской наступательных операциях. В начале апреля 1944 года дивизия вышла к реке Прут, а в августе — сентябре участвовала в Ясско-Кишиневской операции.
22 ноября 1944 года 31-й гвардейский стрелковый корпус, в составе которого находилась и 34-я гвардейская дивизия, был передан из 46-й армии в 4-ю гвардейскую армию.
В начале января и в первой половине февраля 1945 года дивизия совместно с другими соединениями 31-го гвардейского корпуса отражала контрудары вражеских войск у Замоля и между озёрами Веленце и Балатон.
В марте 34-я гвардейская дивизия находилась во втором эшелоне 4-й гвардейской армии в готовности развить успех первого эшелона в направлении Йене, Балатонфекаяр. Здесь бои завершились 22 марта взятием нашими войсками главного узла сопротивления немецко-фашистской обороны города Секешфехервар. К этому времени части дивизии, преследуя противника, вышли на рубеж Йене, Полгардь. Одновременно на этот рубеж вышли и другие соединения корпуса: 5-я и 7-я воздушно-десантные и 40-я стрелковая гвардейские дивизии.
В дальнейшем 34-я гвардейская дивизия, продолжая действовать в составе 31-го гвардейского корпуса, вела боевые действия в Венской наступательной операции. 7 апреля дивизия совместно с другими соединениями корпуса начала штурм Вены. К 24 апреля она вышла на рубеж реки Трайзен и перешла к обороне на правом берегу Дуная. 8 мая части дивизии перешли в наступление.
Боевой путь 34-я гвардейская стрелковая дивизия завершила на реке Итта в ночь на 9 мая 1945 года.

## Состав дивизии
- 103-й гвардейский стрелковый полк
- 105-й гвардейский стрелковый полк
- 107-й гвардейский стрелковый полк
- 84-й гвардейский артиллерийский полк
- 38-й отдельный гвардейский истребительно-противотанковый дивизион
- 35-я отдельная гвардейская разведывательная рота
- 37-й отдельный гвардейский сапёрный батальон
- 37-я отдельная гвардейская рота химической защиты
- 142-й отдельный гвардейский батальон связи (до 1.12.44 г. — 46 отдельная гвардейская рота связи)
- 500-й отдельный медико-санитарный батальон
- 591-я автотранспортная рота[6]
- 624-я полевая хлебопекарня
- 612-й дивизионный ветеринарный лазарет
- 2142-я полевая почтовая станция
- 295-я полевая касса Государственного банка[2]

## Командование

### Командиры
- Губаревич, Иосиф Иванович (06.08.1942 — 07.02.1943), гвардии генерал-майор (умер от ран 28.02.1943);
- Дряхлов, Иван Дмитриевич (10.02.1943 — 20.02.1943), гвардии полковник;
- Брайлян, Филипп Васильевич (21.02.1943 — 06.04.1943), гвардии полковник;
- Вельможин, Алексей Сергеевич (врид 07.04.1943 — 12.06.1943), гвардии подполковник;
- Брайлян, Филипп Васильевич (13.06.1943 — 08.11.1943), гвардии полковник, с 15.09.1943 гвардии генерал-майор;
- Панченко, Григорий Филиппович (врид 09.11.1943 — 04.12.1943), гвардии генерал-майор;
- Парфёнов, Кузьма Дмитриевич (врид 05.12.1943 — 05.01.1944), гвардии полковник;
- Брайлян, Филипп Васильевич (06.01.1944 — 28.05.1944), гвардии генерал-майор;
- Максимович, Иосиф Антонович (29.05.1944 — 13.10.1944), гвардии полковник, с 13.09.1944 гвардии генерал-майор;
- Кукс, Герасим Степанович (14.10.1944 — ??.06.1945), гвардии полковник[7][8];
- Говоров, Иван Павлович (??.06.1945 — ??.??.1946), гвардии генерал-майор

### Заместители командира
- Казаков, Александр Игнатьевич (??.03.1943 — ??.06.1943), гвардии подполковник

## Подчинение
| Дата            | Фронт (округ)                | Армия                 | Корпус                             |
| --------------- | ---------------------------- | --------------------- | ---------------------------------- |
| 01.08.1942 года | Московский военный округ     |                       |                                    |
| 01.09.1942 года | Сталинградский военный округ |                       |                                    |
| 01.10.1942 года | Сталинградский фронт         | 28-я армия            |                                    |
| 01.02.1943 года | Южный фронт                  | 28-я армия            |                                    |
| 01.05.1943 года | Южный фронт                  | 5-я ударная армия     | 31-й гвардейский стрелковый корпус |
| 01.11.1943 года | 4-й Украинский фронт         | 5-я ударная армия     | 31-й гвардейский стрелковый корпус |
| 01.01.1944 года | Резерв Ставки ВГК            | 69-я армия            | 31-й гвардейский стрелковый корпус |
| 01.02.1944 года | 3-й Украинский фронт         | 46-я армия            | 31-й гвардейский стрелковый корпус |
| 01.07.1944 года | 3-й Украинский фронт         |                       | 31-й гвардейский стрелковый корпус |
| 01.09.1944 года | 3-й Украинский фронт         | 46-я армия            | 31-й гвардейский стрелковый корпус |
| 01.10.1944 года | 2-й Украинский фронт         | 46-я армия            | 31-й гвардейский стрелковый корпус |
| 01.12.1944 года | 3-й Украинский фронт         | 4-я гвардейская армия | 31-й гвардейский стрелковый корпус |
| 01.02.1945 года | 3-й Украинский фронт         | 4-я гвардейская армия |                                    |
| 01.03.1945 года | 3-й Украинский фронт         | 4-я гвардейская армия | 31-й гвардейский стрелковый корпус |

## Награды и почётные наименования
| Награда (наименование)              | Дата награждения                                                  | За что получена |
| ----------------------------------- | ----------------------------------------------------------------- | --- |
| Почётное звание «Гвардейская»       | приказ Народного комиссара обороны СССР от 30 июля 1942 года      | присвоено при преобразовании 7-го воздушно-десантного корпуса в 34-ю гвардейскую стрелковую дивизию |
| Почётное наименование «Енакиевская» | приказ Верховного главнокомандующего № 09 от 8 сентября 1943 года | в ознаменование одержанной победы и за отличие в боях за овладение Донбассом |
| Орден Красного Знамени              | указ Президиума Верховного Совета СССР от 13 февраля 1944 года    | за образцовое выполнение боевых заданий командования в боях с немецкими захватчиками у нижнего течения Днепра и за освобождение городов Никополя, Апостолово и проявленные при этом доблесть и мужество |
| Орден Кутузова II степени           | указ Президиума Верховного Совета СССР от 17 мая 1945 года        | за образцовое выполнение заданий командования в боях с немецкими захватчиками при овладении городом Вена и проявленные при этом доблесть и мужество                                                     |

Награды частей дивизии:
- 103-й гвардейский стрелковый Нижнеднестровский ордена Кутузова[13] полк
- 105-й гвардейский стрелковый Сегедский орденов Суворова[14] и Александра Невского[15] полк
- 107-й гвардейский стрелковый Будапештский ордена Суворова[15] полк
- 84-й гвардейский артиллерийский Галацкий Краснознамённый[16] полк

## Отличившиеся воины дивизии
За годы войны более 9 тысяч воинов дивизии были награждены орденами и медалями, а 16 из них удостоены звания Героя Советского Союза.
- Авдеев, Иван Павлович, гвардии красноармеец, пулемётчик 107-го гвардейского стрелкового полка.
- Балабаев, Александр Васильевич, гвардии красноармеец, автоматчик 105-го гвардейского стрелкового полка.
- Бирюков, Александр Иванович, гвардии сержант, командир отделения 105-го гвардейского стрелкового полка.
- Васильев-Кытин, Борис Сергеевич, гвардии лейтенант, командир взвода 105-го гвардейского стрелкового полка.
- Глазунов, Владимир Иванович, гвардии красноармеец, стрелок 105-го гвардейского стрелкового полка.
- Гнучий, Пантелеймон Афанасьевич, гвардии красноармеец, стрелок 105-го гвардейского стрелкового полка.
- Жила, Фёдор Никитович, гвардии сержант, командир отделения 105-го гвардейского стрелкового полка.
- Качуевская, Наталья Александровна, гвардии красноармеец, санинструктор 105-го гвардейского стрелкового полка.
- Коробов, Григорий Ефимович, гвардии красноармеец, пулемётчик 105-го гвардейского стрелкового полка.
- Ломакин, Василий Иванович, гвардии рядовой, пулемётчик 105-го гвардейского стрелкового полка.
- Нуркаев, Талип Латыпович, гвардии красноармеец, автоматчик 105-го гвардейского стрелкового полка.
- Онопа, Николай Савельевич, гвардии старшина, помощник командира взвода 107-го гвардейского стрелкового полка.
- Рыжов, Георгий Тимофеевич, гвардии старший сержант, командир отделения 105-го гвардейского стрелкового полка.
- Сорока, Василий Илларионович, гвардии красноармеец, командир отделения 107-го гвардейского стрелкового полка.
- Стариков, Михаил Семёнович, гвардии старший сержант, помощник командира взвода 107-го гвардейского стрелкового полка.
- Столбов, Филипп Агафонович, гвардии старший сержант, помощник командира взвода 107-го гвардейского стрелкового полка.
- Чечулин, Николай Васильевич, гвардии сержант, командир отделения 105-го гвардейского стрелкового полка[17][18].

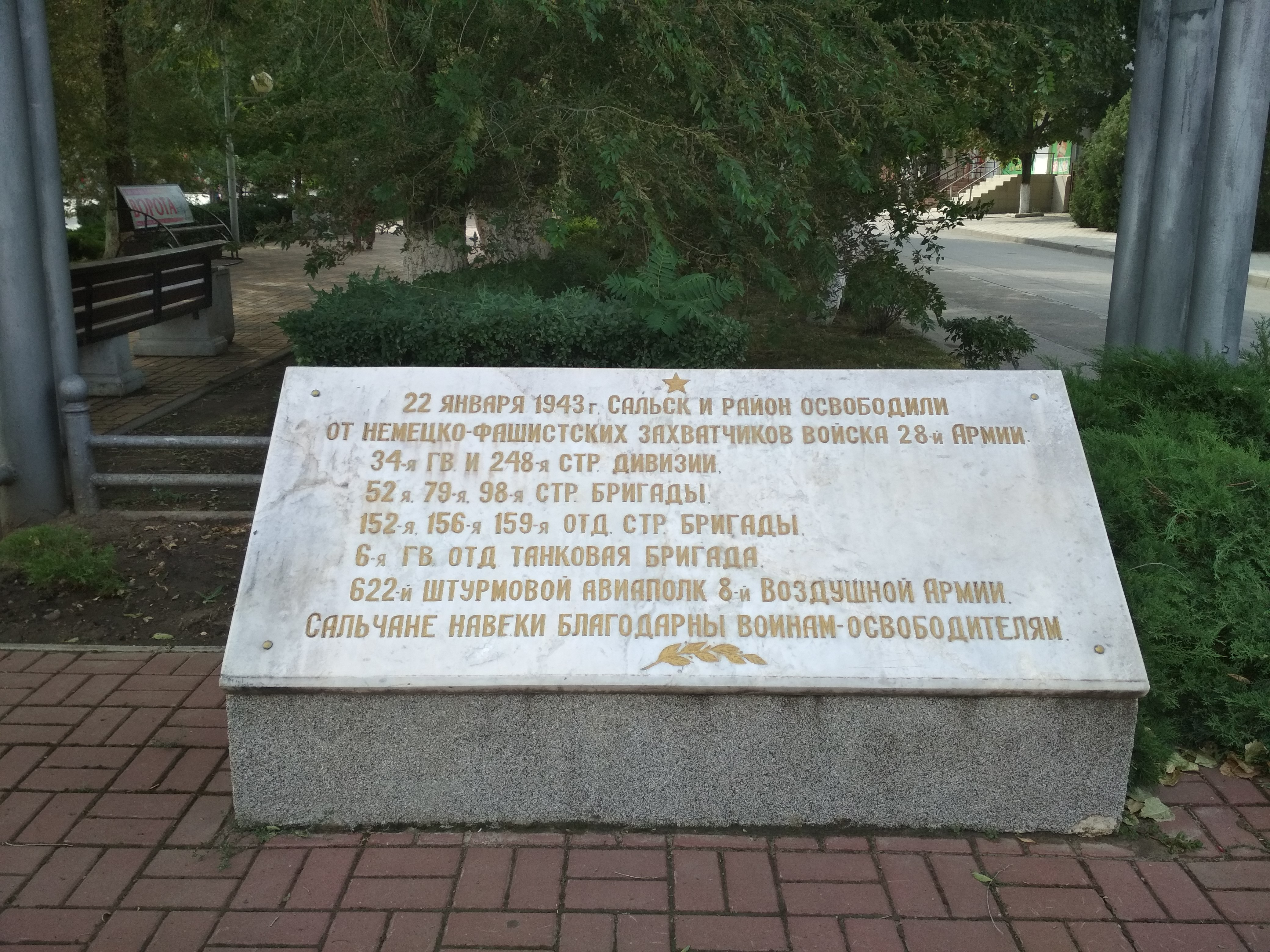
Памятный знак в Сальске в честь освобождения города воинами 28-й армии.

## Памятники и захоронения воинов 34-й гвардейской стрелковой дивизии
- Обелиск «Патрон» с именами 316 воинов 34-й гвардейской стрелковой дивизии, Россия, Республика Калмыкия, Яшкульский район[19]
- Памятник «Бойцам 34-й ГВСД», Россия, Республика Калмыкия, Яшкульский район.
- Памятник «Воинам 34-й гвардейской стрелковой дивизии Вечная Слава от комсомольцев судоверфи им. С. М. Кирова», Россия, г. Астрахань .
- Памятник «Они погибли чтобы мы могли жить. Гвардейцам 34-й дивизии учащиеся школы № 5 г. Астрахани».
- Захоронения в составе Мемориального комплекса 28-й Армии, Россия, Республика Калмыкия, Яшкульский район .
- Захоронения в составе Мемориала «Скорбящая мать», Россия, Республика Калмыкия, посёлок Яшкуль .
- Захоронения в составе братской могилы (5 км от х. Красный Скотовод), Россия, Ростовская область, Пролетарский район .
- Захоронения в составе Мемориального комплекса «Наступление», Россия, Ростовская область, г. Зеленоград .
- Памятный знак в Сальске, Ростовской области в честь освобождения города воинами 28-й армии.